# Hernani (Filipinas)
Hernani es un municipio filipino de quinta clase, perteneciente a la provincia de Sámar Oriental, en las Bisayas Orientales.

## Historia
El pueblo se fundó en 1864. Por entonces, pertenecía a la provincia de Sámar. Aparece descrito en el Estado geográfico, topográfico, estadístico, histórico-religioso, de la santa y apostólica provincia de S. Gregorio Magno (1865) de Félix de Huerta con las siguientes palabras:

HERNANI. Con las visitas tituladas Nagas y Pambujan, pertenecientes al pueblo de Lanang, fué erijido este pueblo por decreto de 4 de Enero de 1864, dándole el nombre que lleva. Se halla situado á los 11° 15' de latitud; en terreno llano, sobre la costa E. de la isla, confinando por N. con el pueblo de Lanang á unas cuatro leguas, por S. con el de Salcedo á cinco leguas, y por O. con los montes centrales de la isla. Su clima es cálido, ventilado únicamente por la parte del E. Como pueblo nuevo carece de Iglesia y casa parroquial, y no hay datos bastantes para reseñar sus producciones y demas particularidades, mucho mas cuando aun no se halla servido por religioso.
(Huerta, 1865, p. 338)

En 2020, tenía censados 8531 habitantes.